# 纳瓦霍国委员会
纳瓦霍国委员会是美国印第安保留地纳瓦霍国的立法机关，成立于1923年，设于温多罗克。实行一院制。有24名委员，由直接选举产生。每届委员会任期4年。现任议长是Crystalyne Curley。